# Lista över avsnitten i första säsongen av White Rabbit Project
Den här artikeln innehåller en lista över avsnitten i första säsongen av White Rabbit Project.

## Lista
| Serieavsnitt | Säsongsavsnitt | Titel                       | Sändningsdatum  |
| ------------ | -------------- | --------------------------- | --------------- |
| 1            | 1              | "Super Power Tech"          | 9 december 2016 |
| 2            | 2              | Jailbreak                   | 9 december 2016 |
| 3            | 3              | "Crazy WW2 Weapons"         | 9 december 2016 |
| 4            | 4              | "Scam Artists"              | 9 december 2016 |
| 5            | 5              | "Heist!"                    | 9 december 2016 |
| 6            | 6              | "May G Force Be with You "  | 9 december 2016 |
| 7            | 7              | "Tech We Love to Hate "     | 9 december 2016 |
| 8            | 8              | "Where's My Hoverboard?"    | 9 december 2016 |
| 9            | 9              | "Invented Before Its Time?" | 9 december 2016 |
| 10           | 10             | "Speed Freaks "             | 9 december 2016 |